# 1903 en littérature
| Années de la littérature : 1900 - 1901 - 1902 - 1903 - 1904 - 1905 - 1906    |
| Décennies de la littérature : 1870 - 1880 - 1890 - 1900 - 1910 - 1920 - 1930 |

Cet article présente les faits marquants de l'année 1903 en littérature.

## Presse
- 1er octobre : Le Festin d’Esope, revue littéraire.

## Essais
- Le Tapissier de Notre-Dame : les dernières années du maréchal de Luxembourg, 1678-1695, de Pierre de Ségur
- Du Marxisme à l’idéalisme, de Sergueï Boulgakov.
- L’Empiriomonisme, de Alexander Bogdanov.
- Le Problème familial en Russie de Vassili Rozanov.
- L’Indochine Française, de Paul Doumer.

## Romans
- 1er février : L’Inconstante, premier roman de Marie de Régnier.
- 17 mars : Colette : Claudine s'en va.
- Romain Rolland : Jean-Christophe (1903-1912).
- Apollinaire : La Chanson du mal-aimé.
- René Boylesve : l'Enfant à la balustrade
- L'écrivain américain Jack London publie L'Appel de la forêt.
- Os Sertões (trad. fr. Hautes Terres), d’Euclides da Cunha (Brésil).
- Canaã, de Graça Aranha, vision critique de la société brésilienne par les Indiens et les immigrants.
- Próchno (Bois putréfié) de Wacław Berent (Pologne).
- The Pit, Frank Norris, démonte les mécanismes de la spéculation sur le blé à la bourse de Chicago pendant l'ère progressiste
- Tonio Kröger, roman autobiographique de Thomas Mann
- 19 novembre : Jules Verne : Bourses de voyage. Édition grand in- 8°.
- Décembre : Parution de La Fiancée, dernière nouvelle d'Anton Tchekhov.

## Théâtre
- 20 avril : Les affaires sont les affaires, pièce d’Octave Mirbeau.
- 23 septembre : Le Miracle de saint Antoine, pièce de Maurice Maeterlinck créée à Bruxelles.
- 15 décembre : La Sorcière, pièce de Victorien Sardou.

## Récompenses et prix littéraires
- 4 juin : Edmond Rostand entre à l’Académie française.
- 12 janvier : Création de l'académie Goncourt.
- 10 décembre : Le Norvégien Bjørnstjerne Bjørnson, prix Nobel de littérature.
- Nuit du 21 au 22 décembre : Première attribution du prix Goncourt. Le lauréat est John-Antoine Nau pour son roman Force ennemie.

## Principales naissances
- 3 janvier : Alexander Bek, écrivain soviétique († 2 novembre 1972).
- 11 février : Irène Némirovsky, écrivain russe d'expression française († 19 août 1942).
- 13 février : Georges Simenon, écrivain belge († 4 septembre 1989).
- 21 février : Raymond Queneau, écrivain français († 25 octobre 1976).
- 21 mai : Manly Wade Wellman, auteur américain († 5 avril 1986).
- 27 mai : Iossif Outkine, poète et journaliste soviétique († 13 novembre 1944).
- 8 juin : Marguerite Yourcenar, écrivain français († 17 décembre 1987).
- 25 juin : George Orwell, nom de plume d'Eric Arthur Blair, écrivain et journaliste anglais († 21 janvier 1950).
- 10 juillet : John Wyndham Parkes Lucas Beynon Harris, écrivain britannique († 11 mars 1969).
- 29 août : Jean Follain, écrivain et poète français († 10 mars 1971).
- 7 septembre : Shimaki Kensaku, écrivain japonais († 17 août 1945).
- 14 octobre : Gaston Bocahut, auteur français de romans policiers et de science-fiction († 14 janvier 2000).
- 4 décembre : William Irish, écrivain américain († 25 septembre 1968).
- 4 décembre : Lazare Laguine, écrivain soviétique († 16 juin 1979).
- 24 décembre : Mikhaïl Golodny, écrivain soviétique († 28 septembre 1964).

## Principaux décès
- 30 mars : Ansis Lerhis-Puškaitis, folkloriste letton (° 2 septembre 1859).
- 3 septembre : Bernard Lazare, écrivain, journaliste (° 14 juin 1865).
- 1er novembre : Theodor Mommsen, historien allemand (° 30 novembre 1817).
- 8 décembre : Herbert Spencer, philosophe britannique (° 27 avril 1820).